# Campagne d'Azov
Le campagne d'Azov furono due operazioni militari condotte rispettivamente nel 1695 e nel 1696 dalla Russia per conquistare la piazzaforte ottomana di Azov e garantirsi così un accesso al mar Nero. 
Nonostante l'esito fallimentare della prima campagna, la seconda si rivelò invece un trionfo che consentì così allo zar Pietro il Grande di riportare il suo primo successo militare.

## Antefatti
Sul finire del XVII secolo la Russia era alla ricerca di uno sbocco sul mare che le consentisse di aprirsi una "finestra sull'Occidente". La Svezia a nord e l'Impero ottomano a sud però bloccavano quest'ambizione. Tra i due nemici Pietro scelse quindi di intervenire contro quello più debole, ovverosia i turchi, con il quale era formalmente in guerra dal 1686.

### Prima Campagna d'Azov
Nel 1695 Pietro, desideroso di rilanciare l'immagine internazionale della Russia, di respingere le continue incursioni dei tatari in Ucraina nonché di rafforzare la posizione russa in vista di future trattative diplomatiche con gli ottomani, decise di attaccare la fortezza turca di Azak. Questa roccaforte controllava la foce del Don e l'accesso al Mar d'Azov. Il sovrano annunciò che in estate la Russia avrebbe ripreso la guerra contro i tartari della Crimea e il loro protettore, l'Impero ottomano. 

Diversamente dalle precedenti spedizioni Pietro suddivise le forze russe in formate distinte armate. L'armata orientale, più piccola e formata da fanti e da strel'cy dei reggimenti Preobraženskij e Semënovskij, sarebbe dovuta scendere lungo il corso del Don per attaccare poi direttamente la fortezza di Azov. La seconda, quella occidentale, comandata dal generale Boris Petrovič Šeremetev e dall'atamano Ivan Mazepa, era stata invece incaricata di muoversi lungo il Dnepr per attaccare i due forti di Očakiv e Kazikerman e così distrarre il grosso della cavalleria tartara dalle truppe impegnate nell'assedio di Azov. 

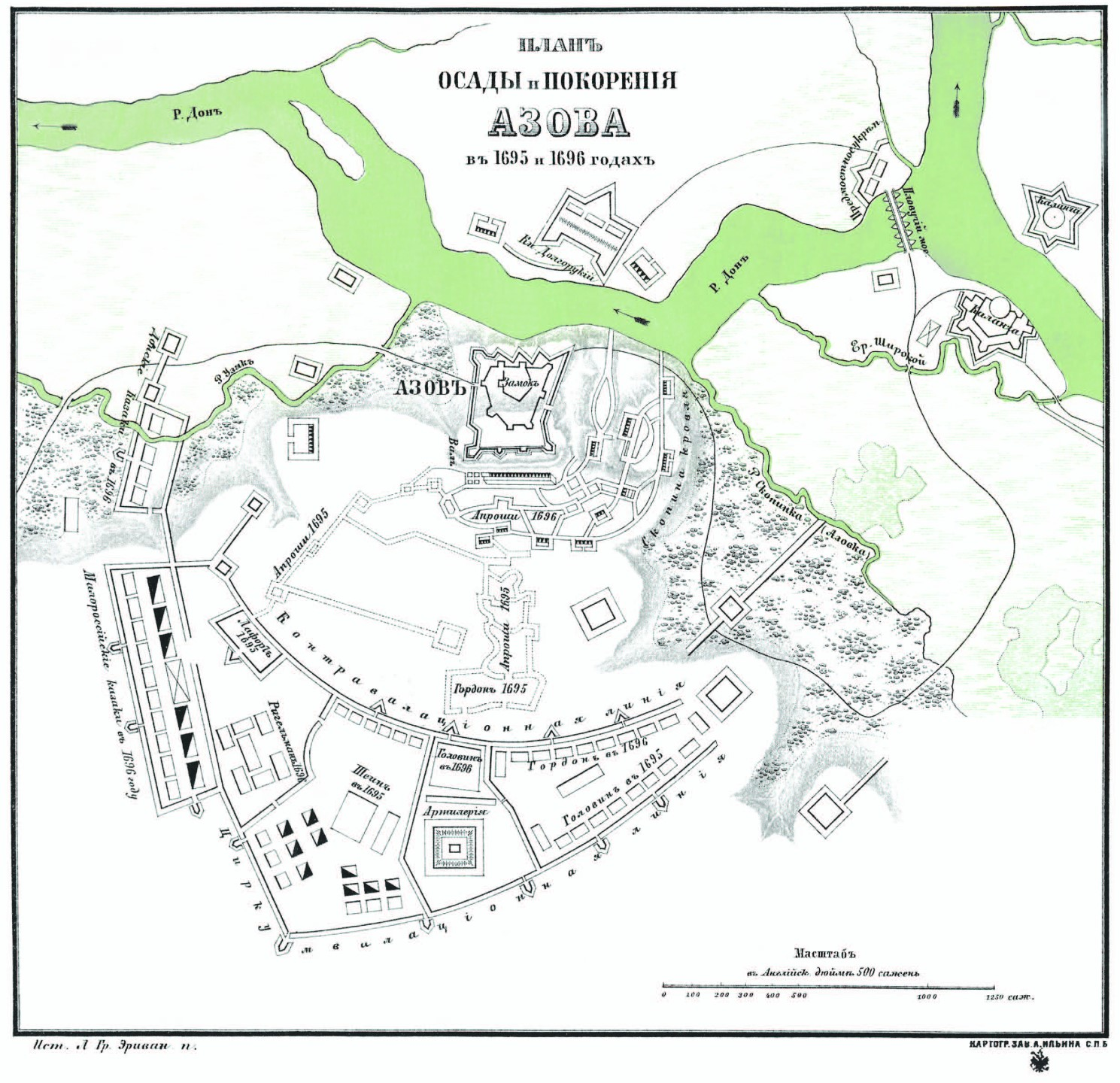
Mappa degli assedi di Azov del 1695 e del 1696

. Nel mese di marzo il generale Gordon lasciò Mosca con 10 000 soldati, muovendo verso sud attraverso la steppa mentre il grosso dell'esercito (21 000 uomini) con Pietro, Lefort e Golovin lasciò la capitale a maggio imbarcandosi sulle chiatte, raggiungendo Gordon ad Azov il 29 giugno. 
La campagna si rivelò però fallimentare a causa di diversi problemi: mancavano ingegneri esperti in assedi, il sistema di approvvigionamento era impreparato ad affrontare il problema del vettovagliamento di 30 000 uomini per un lungo periodo inoltre gli strel'cy si rifiutavano di eseguire ordini impartiti da ufficiali europei. Gli ottomani riuscirono inoltre ad ottenere, per tutta la durata dell'assedio, costanti rifornimenti via mare senza essere contrastati. A peggiorare la situazione fu il tradimento del marinaio olandese Jacob Jensen che, passato ai turchi, rivelò loro importanti informazioni per sconfiggere l'esercito russo. Il 15 agosto i russi sferrarono un massiccio attacco a sorpresa contro la fortezza senza però riuscire ad espugnarla e riportando perdite superiori ai millecinquecento uomini.
Un secondo attacco fallimentare e l'arrivo del freddo inverno costrinsero Pietro a togliere l'assedio ad Azov il 12 ottobre. La ritirata verso nord fu un disastro, che costò in vite umane più della campagna di assedio. Per sette settimane i russi arrancarono sotto la pioggia attraverso la steppa inseguiti e falcidiati dalla cavalleria tartara. Il 2 dicembre i superstiti raggiunsero Mosca. Pietro, imitando i precedenti di Sofia e Golicyn che egli stesso aveva condannato, tentò di mascherare la sconfitta imbastendo un trionfale rientro nella capitale.

### Seconda Campagna d'Azov

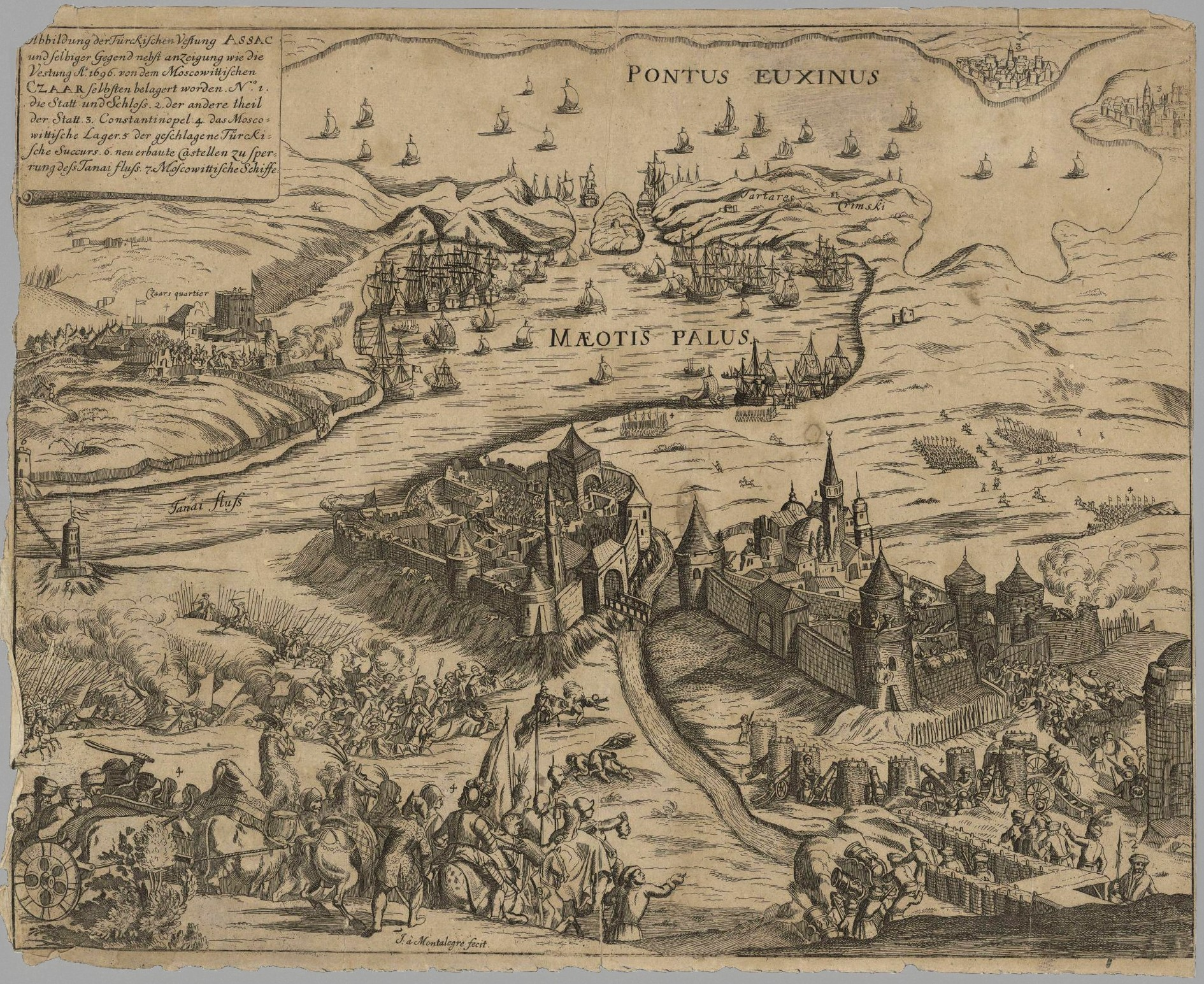
Illustrazione dell'assedio di Azov.

Una volta conclusasi la prima campagna, Pietro iniziò subito i preparativi per una seconda premurandosi di risolvere le criticità che erano state evidenziate o erano emerse nel corso degli scontri: richiese all'imperatore esperti artiglieri, ingegneri e abili marinai, ordinò il trasporto di 27 navi da Mosca a Voronež, sul fiume Don, dov'era sorto un nuovo cantiere. Qui le imbarcazioni vennero assemblate secondo i metodi degli ingegneri veneziani e armate. Furono poi varate 1 300 nuove chiatte e due navi da battaglia a 36 cannoni. Per questa nuova flotta furono poi reclutati 4,000 uomini ed affidati al comando del generale Lefort.
Mentre lo stesso Pietro era intento a costruire le navi per la spedizione contro Azov, l'8 febbraio 1696 giunse la notizia della morte improvvisa dello zar Ivan. Nonostante la mobilitazione generale fosse più circoscritta rispetto alla precedente, la forza destinata a sferrare il secondo assalto ad Azov, al cui comando fu posto il generale Aleksej Šein, era il doppio: 46 000 soldati russi affiancati da 15 000 cosacchi ucraini, 5 000 cosacchi del Don e 3 000 calmucchi.
Il 3 maggio parte della flotta russa iniziò il suo viaggio lungo il Don. Pietro, partito tempo dopo con una flotta di otto galee leggere, raggiunse il grosso della flotta il 26 maggio e poco dopo iniziarono i combattimenti. Il 29 maggio, mentre i turchi stavano trasportando dalle navi a terra i viveri destinati alla fortezza, i cosacchi riuscirono a catturarne dieci e a mettere in fuga le altre. Alcuni giorni dopo Pietro riuscì a far passare indisturbata la sua intera forza di 29 galee oltre la fortezza di Azov che venne così completamente isolata anche dal mare. A terra nel frattempo l'esercito russo era riuscito poi a cingere completamente d'assedio la città.
Il 26 giugno i cannoni russi aprirono il fuoco contro la fortezza di Azov; il 18 luglio successivo i turchi annunciarono la loro resa: Pietro permise loro di lasciare Azov chiedendo però in cambio la consegna da parte loro del traditore Jensen, fece convertire le moschee presenti nell'abitato in chiese cristiane, ordinò la demolizione di tutte le opere d'assedio e il ripristino delle mura fortificate e dei bastioni della città. Prima di lasciare Azov, Pietro assistette alla messa celebrata in una chiesa nuova. Il 10 ottobre lo zar fece trionfale ritorno a Mosca.

## Conseguenze
Con la conquista di Azov i russi riuscirono finalmente a guadagnarsi uno sbocco sul mare, un primo passo verso l'accesso al vicino mar Nero, controllato dalla roccaforte turca di Kerč'. In vista di future campagne militari nella regione Pietro fece allestire a Taganrog una nuova base navale. Il sovrano russo decise poi di proseguire con le riforme militari al fine di espandere i suoi domini. Vennero quindi continuato l'apprendimento delle tecniche belliche occidentale, furono ottimizzate le risorse e l'utilizzo della manodopera ed infine continuarono ad essere tessuti legami diplomatici con le altre nazioni cristiane in chiave anti-ottomana.